# Und sowas nennt sich Leben
Und sowas nennt sich Leben ist ein deutsches Filmdrama des Regisseurs Géza von Radványi. Der von Artur Brauners Alfa-Film hergestellte Schwarzweißfilm wurde 1960 in West-Berlin gedreht. Die Uraufführung fand am 10. Januar 1961 im City und im Filmpalast in Hannover statt.

## Handlung
Irene Dirks besucht Abend für Abend eine bei Jugendlichen und Halbstarken beliebte Tanzbar. Der Vater, ein verwitweter Rechtsanwalt, ahnt nicht, dass seine Tochter schon zahlreiche Affären hatte: mit den Musikern Victor und René, mit dem sportlichen Bob oder mit Mario, dem Besitzer der Bar. Ganz anders ist da der zurückhaltende Musikstudent Martin Berger, der Irene wirklich liebt. Als diese sich wieder einmal bei dem Jungen meldet, gibt es für sie allerdings nur einen praktischen Grund. Martin soll mit dem Wagen seines Vaters ihre Freundin Britta vom Busbahnhof abholen.
Aus Trotz, Langeweile und weil sie jemand Besonderes sein will, täuscht Irene ihre Freunde, wo sie nur kann. Als Martin erfährt, dass auch er zum Narren gehalten wird, packt ihn die blinde Wut. Er presst seine Hände um Irenes Hals und kommt gerade noch rechtzeitig zur Besinnung. Der sensible Junge fühlt sich elend und sucht Rat bei seinem Vater. Doch der ruppige Bauunternehmer interessiert sich weniger für die Gefühle seines Sohnes als vielmehr für den Ruf seiner Firma. Er sucht das Mädchen auf, um es von seinem Sohn abzubringen. Als Berger, der seiner Ehefrau ohnehin nicht treu ist, Irene gegenübersteht, kommt schließlich eines zum anderen. Das ausgekochte Mädchen verführt ihn.
Eines Tages erfährt Irene, dass sie schwanger ist. Sie glaubt zu wissen, dass das Kind von Bob ist. Aber der lacht sie nur aus und hat inzwischen Heiratspläne mit einem anderen Mädchen. Da versucht Irene kurzerhand Herrn Berger zu erpressen, um eine Abtreibung bezahlen zu können. Nachdem Berger sie hinausgeworfen hat, sucht sie seinen Sohn Martin auf. Als sie scheu und zärtlich tut und von Heirat spricht, fällt dieser erneut auf sie herein. Als Vater Berger das erfährt, klärt er Martin schonungslos über sein Abenteuer mit Irene auf.
Irene will das Herz des hoffnungslos enttäuschten Martin durch einen Trick zurückerobern, den sie sich von ihrer Freundin Ulla abgeschaut hat. Um den jungen Mann vom Ernst ihrer Lage zu überzeugen, schluckt sie eine Packung Luminaltabletten und durchtrennt die Telefonleitung. Aber diesmal hat sie sich verrechnet. Martin sieht ungerührt zu, wie Irene an der viel zu hohen Dosis Schlafmittel stirbt. Nach der Beerdigung sucht Martin die Tanzbar auf und macht die anderen Jungen für Irenes Tod mitverantwortlich. Er räumt schließlich seine eigene Schuld ein. Der Vater, der wiederum nur an das Ansehen seines Unternehmens denkt, hält Martin davon ab, sich der Polizei zu stellen. Da fasst der verzweifelte Martin einen folgenschweren Entschluss und begibt sich auf das Dach eines Hochhauses.

## Entstehungsgeschichte

### Produktion
Der ursprünglich geplante Titel des Films lautete Zornige Jugend. Artur Brauner produzierte dieses Spätwerk der seit Mitte der 1950er Jahre populären Halbstarken- und Jugendproblemfilme. Zwar spielt die Handlung in Frankfurt am Main, tatsächlich fanden die Dreharbeiten aber vom 11. Juli bis Mitte September 1960 in West-Berlin statt. In einer Szene ist der U-Bahnhof Wittenbergplatz deutlich zu sehen. Die Innenaufnahmen drehte man in den Studios der CCC-Film in Berlin-Haselhorst. Die Bauten entwarfen die Filmarchitekten Paul Markwitz und Heinrich Weidemann. Claudia Herberg war für die Kostümberatung verantwortlich. Als Regieassistentin fungierte Eva Ebner. Herstellungsleiter war Horst Wendlandt. Karl-Otto Alberty gab hier sein Filmdebüt.

### Filmmusik
Die bisher nicht auf Tonträger veröffentlichte Filmmusik wurde von Martin Böttcher komponiert. In einer Szene griff er dabei auf die Melodie des Titelthemas zu dem Film Die Halbstarken (1956) zurück.

### Sonstiges
Die in einigen Quellen genannten Darsteller Christian Doermer und Reinhard Kolldehoff wirkten in diesem Film nicht mit.

## Rezeption

### Veröffentlichung
Die FSK gab den Film am 7. Oktober 1960 ab 18 Jahren frei. Die Uraufführung erfolgte am 10. Januar 1961 im City und im Filmpalast in Hannover. Der Prisma-Filmverleih, der den Film vermarktete, versprach reißerisch ein „erregende[s] Schicksalsbild einer Hemmungslosen“.
Und sowas nennt sich Leben konnte auch im Ausland vermarktet werden und lief dort unter anderem unter den folgenden Titeln:
- Belgien, französischer Titel: Quand les parents dorment
- Belgien, niederländischer Titel: Terwijl de ouders slapen
- Finnland, finnischer Titel: Kun vanhemmat nukkuvat
- Finnland, schwedischer Titel: Då föräldrarna sover
- Griechenland: Orgia anilikon
- Italien: Una come quelle…
- Mexiko: Cuando los padres duermen

Anfang 2015 erschien der Film auf DVD. Die FSK-Freigabe wurde inzwischen auf 16 Jahre herabgesetzt.

### Kritiken
„[…] wobei die „Süße-Leben“-Schablone verallgemeinernd auf die Jugend angewandt; handwerklich routiniert und, auch in den Nachwuchsrollen, mit ausdrucksicheren Kräften.“

„Eine verlogene Geschichte um böse Jugendliche und schlechte Eltern in einer deutschen Großstadt.“